# Ralf Ber
Ralf Ber, pseudonim Niedźwiedź (ur. 9 kwietnia 1975 w Wiedniu) – austriacki trójboista siłowy i strongman.
Jeden z najlepszych austriackich siłaczy. Mistrz Austrii Strongman w latach 1998, 2001, 2003 i 2004.

## Życiorys
Ralf Ber wziął udział trzykrotnie w indywidualnych Mistrzostwach Świata Strongman, w latach 1998, 2001 i 2005. W Mistrzostwach Świata Strongman 1998 i Mistrzostwach Świata Strongman 2001 nie zakwalifikował się do finałów. Jest trzecim austriackim zawodnikiem, po Manfredzie Höberlu i Klausie Wallasie, który zajął najwyższą lokatę w Mistrzostwach Świata Strongman.
Wymiary:
- wzrost 190 cm
- waga 135 - 140 kg
- biceps 55 cm
- klatka piersiowa 150 cm
- talia 110 cm.

Rekordy życiowe:
- przysiad 400 kg
- wyciskanie 285 kg
- martwy ciąg 355 kg.

## Osiągnięcia strongman
- 1998
  - 1. miejsce - Mistrzostwa Austrii Strongman
- 2001
  - 1. miejsce - Mistrzostwa Austrii Strongman
- 2004
  - 3. miejsce - Puchar Świata Siłaczy 2004: Edmonton
- 2005
  - 2. miejsce - Puchar Świata Siłaczy 2005: Mińsk
  - 6. miejsce - Puchar Świata Siłaczy 2005: Wexford
  - 6. miejsce - Puchar Świata Siłaczy 2005: Yorkshire
  - 7. miejsce - Drużynowe Mistrzostwa Świata Par Strongman 2005
  - 3. miejsce - Puchar Świata Siłaczy 2005: Denver
  - 3. miejsce - Puchar Świata Siłaczy 2005: Bad Häring
  - 2. miejsce - Puchar Świata Siłaczy 2005: Ladysmith
  - 8. miejsce - Mistrzostwa Europy Strongman 2005
  - 2. miejsce - Puchar Świata Siłaczy 2005: Norymberga
  - 7. miejsce - Mistrzostwa Świata Strongman 2005, Chengdu, Chiny
  - 9. miejsce - Puchar Świata Siłaczy 2005: Chanty-Mansyjsk
- 2006
  - 6. miejsce - Drugi Pojedynek Gigantów
  - 10. miejsce - Puchar Świata Siłaczy 2006: Ryga
  - 1. miejsce - Puchar Świata Siłaczy 2006: Armagh
  - 9. miejsce - Puchar Świata Siłaczy 2006: Mińsk
  - 12. miejsce - Puchar Świata Siłaczy 2006: Fürstenfeldbruck
  - 2. miejsce - Polska kontra Europa
  - 13. miejsce - Puchar Świata Siłaczy 2006: Wiedeń (kontuzjowany)